# Zoltán Czibor
Zoltán Czibor, född 23 augusti 1929, död 1 september 1997, var en ungersk fotbollsspelare, verksam i Spanien.
I Ungern spelade han i Ferencváros och Honvéd. Han flyttade till Spanien efter den misslyckade revolutionen 1956. Där spelade han för FC Barcelona och Espanyol.
Efter avslutad fotbollskarriär flyttade han tillbaka till Ungern, där han avled 1997 68 år gammal.